# Tartarus murdochensis
Tartarus murdochensis là một loài nhện trong họ Stiphidiidae.
Loài này thuộc chi Tartarus. Tartarus murdochensis được M.R. Gray miêu tả năm 1992.